# 루셴이
루셴이(중국어 정체자: 盧縣一, 병음: Lú Xiànyī, 한자음: 노현일 루카이어: Sasuyu Ruljuwan 사수유 룰주완, 1968년 4월 28일 ~ )는 타이완의 정치인이자 의사이다. 2024년 산지 원주민 선거구의 입법위원으로 당선된다.